# Корма (Кормянский район)
Корма́ (бел. Карма́) — городской посёлок в Гомельской области Беларуси. Административный центр Кормянского района.

## География
Городской поселок расположен на реке Сож при впадении в неё реки Кормянки в 110 км на север от Гомеля, в 55 км от железнодорожной станции Рогачёв на линии Могилёв—Жлобин, местными автодорогами соединён с Чечерском и с автодорогами Бобруйск—Кричев и Гомель—Могилёв. Пристань на реке Сож.

### Гидрография
Реки Кормянка (правый приток реки Сож).

## Этимология
Название пошло от названия реки Кормянка (первичный вариант — Корма), на которой стоит посёлок. Гидроним восходит к древним временам, имеет дославянские истоки и может быть объяснён из финно-угорского курм («залив», «угол»), куурна («жёлоб») или курма («ловушка для рыбы»).

## Геральдика
Флаг и герб Кормы и Кормянского района утверждены решением Кормянского районного Совета депутатов от 22 сентября 2000 года № 31. Герб внесён в Гербовый матрикул Республики Беларусь 18 декабря 2000 года под № 45. В голубом поле «испанского» щита два серебряные сабельные эфеса, положенные в Андреевский крест. Автор проекта герба — архитектор В. М. Мельникова. За основу был взят родовой герб помещика Михаила Быковского, владевшего в прошлом местечком.

## История

### В составе Великого княжества Литовского
Корма известна с XVII века как местечко в Речицком повете Минского воеводства ВКЛ. Упоминается в инвентаре Чечерского староства в 1726 году.

### В составе Российской Империи
После первого раздела Речи Посполитой с 1772 года в Российской империи, центр Кормянской волости Рогачёвского уезда Могилёвской губернии, местечко во владении Петронели Быковской, в 1777 году — 101 крестьянин, 130 евреев.
План местечка, составленный в 1791 году, свидетельствует, что в пользовании жителей имелось 3251 десятин земли. С 1796 года работал кирпичный завод.
В 1812 году около Кормы происходили столкновения французских войск с отрядами российского генерала Ф. Ф. Эртеля.
В 1826 году 926 жителей. В 1832 году построена каменная Свято-Николаевская церковь.
В 1867 года имение Корма по наследству перешло во владение Михаила Михайловича Быковского. В 1880 году было 149 домов, 36 лавок, 3 синагоги, водяная мельница. В 1882 году в этом имении у помещика было 1691 десятина земли, корчма и паром на Соже.
Через местечко проходил Черниговский тракт, имелась почтовая станция. В 1886 году в местечке была школа, 3 молитвенных дома, 30 лавок, проводилось 3 ярмарки в год. С 1889 года работало почтовое отделение, преобразованное в 1911 году в почтово-телеграфное. По переписи 1897 года в местечке насчитывалось 2649 жителей, рядом находился одноименный фольварк. Работали 2 винокурни, построенные в 1885 и 1913 годах. С 1911 года при школе действовала библиотека.

### Советский период
В 1918—1919 годах в волости работал П. Н. Лепешинский. В 1919—1924 — посёлок в Гомельской губернии РСФСР, с марта 1924 — в БССР. В 1924—1930 центр Кормянского района в Могилёвском округе, с 1938 года в Гомельской области. С 27 сентября 1938 года городской посёлок. В 1962—1965 в Рогачёвском, в 1965—1966 в Чечерском районах.
Предприятия пищевой, лёгкой промышленности, промышленности строительных материалов. Гостиница «Корма».

### Период Великой Отечественной войны
Корма была оккупирована подразделениями вермахта 15 августа 1941 года. Территория Кормы была включена в военную зону оккупации, являвшейся тыловой областью группы армий «Центр».
В соответствии с переписью населения 1939 года в Корме проживал 981 еврей — 40,27 % от общего числа жителей. Все они были согнаны нацистами в гетто и 8 ноября 1941 года убиты.
Корма была освобождена 26 ноября 1943 года в ходе Гомельско-Речицкой операции.

### В составе Республики Беларусь
20 октября 1995 года административные единицы Кормянский район и посёлок Корма, имеющие общий административный центр, объединены в одну административную единицу — Кормянский район.
В 2017 году утвержден официальный природный символ Кормянского района — Черноголовый щегол.

## Население
| Год            | 1939 | 1959  | 1970  | 1979  | 1989  | 2006  | 2018  | 2020  | 2023  | 2024  | 2025  |
| -------------- | ---- | ----- | ----- | ----- | ----- | ----- | ----- | ----- | ----- | ----- | ----- |
| Население чел. | 2436 | ▲2950 | ▲4106 | ▲5624 | ▲7201 | ▼6239 | ▲7624 | ▲7915 | ▼7886 | ▼7837 | ▼7783 |

В 2017 году в Корме родилось 117 и умерло 73 человека. Коэффициент рождаемости — 15,4 на 1000 человек (средний показатель по району — 15,2, по Гомельской области — 11,3, по Республике Беларусь — 10,8), коэффициент смертности — 9,6 на 1000 человек (средний показатель по району — 15,8, по Гомельской области — 13, по Республике Беларусь — 12,6).
| Численность населения: |
| График не отображается по техническим причинам. Чтобы исправить это, воспроизведите график в новом формате, если это возможно. |

## Образование
В городском посёлке действует одна общеобразовательная школа и одна гимназия, пять детских садов, районный центр творчества детей и молодежи, районный центр коррекционно-развивающего обучения.

## Культура
- ГУК «Кормянский районный центр культуры и досуга»
- ГУО «Кормянский районный центр творчества детей и молодёжи»

## События и мероприятия

### Фестивали
- Фестиваль народных традиций «Льняная карусель»[23][24]
- 2024 год — областной фестиваль «Дажынкi»

## Достопримечательность
- Историческая застройка (конец ХІХ — начало XX вв.; фрагменты)
- Площадь Свободы: Аллея Славы Героев, Вечный огонь, Братская могила, памятник воинам-освободителям Великой Отечественной войны, танк Т-44 и др. техника.
- Свято-Николаевская церковь (первая половина XIX века)
- Усадебный комплекс Дориа-Дерналовичей (конец ХІХ — начало XX века)

### Памятник, скульптура
- Памятник В. И. Ленину
- Памятный знак жертвам Холокоста
- Мемориальный комплекс в память жертв Чернобыльской трагедии[25]. Памятник отселённым деревням (всего после аварии на территории района было ликвидировано 29 населенных пунктов)
- Памятный знак воинам-интернационалистам (15.02.2022)

## СМИ
Издаётся газета «Зара над Сожам».

## Известные лица
В Корме родился израильский хирург Арье Алотин (1898—1979).